# عالم غريم
عالم غريم Grimm's World هي رواية خيال علمي صدرت عام 1969 للكاتب فيرنور فينج.

## خلفية
في عام 1968، نشر ديمون نايت رواية فينج القصيرة "قصة جريم" كجزء من أوربت 4. وأخبر نايت فينج أنه إذا قام بتوسيع الرواية إلى كتاب كامل، فسيحصل لفينج على عقد مع دار نشر بيركلي بوكس، حيث عمل نايت كمحرر للخيال العلمي. فحولها فينج إلى رواية طويلة، وأصبحت أول رواية منشورة له.  وفي عام 1987، قام فينج بمراجعة الرواية لدار نشر باين بوكس، وأضاف قسمًا افتتاحيًا جديدًا، وغير العنوان إلى عالم تاتيا غريم.